# Orthostichopsis auricosta
Orthostichopsis auricosta är en bladmossart som beskrevs av Brotherus 1906. Orthostichopsis auricosta ingår i släktet Orthostichopsis och familjen Pterobryaceae. Inga underarter finns listade i Catalogue of Life.